# Maciej Sobociński
Maciej Sobociński – polski reżyser teatralny i telewizyjny, scenograf, absolwent Wydziału Reżyserii Akademii Sztuk Teatralnych im. Stanisława Wyspiańskiego w Krakowie. Syn architekta Czesława Sobocińskiego. Reżyser telewizyjnych koncertów, festiwali i programów w Polsce i za granicą. Reżyser TVN Discovery Polska.

## Praca reżyserska

### Wybrane realizacje teatralne
- Dziady Adama Mickiewicza, Teatr im. Wojciecha Bogusławskiego w Kaliszu; spektakl zdobył 5 nagród / w tym za reżyserię / podczas XXVI Opolskich Konfrontacji Teatralnych w 2001 roku
- Rewizor Nikołaja Gogola, Teatr Bagatela w Krakowie
- Życie: trzy wersje Yashminy Rezy, Teatr Polski we Wrocławiu
- Norway.today Igora Bauersimy, Fundacja Starego Teatru w Krakowie
- Ca-sting Rafała Kmity, Teatr im. Adama Mickiewicza w Częstochowie[1]
- Dziady. Gustaw-Konrad, Teatr im. Juliusza Słowackiego w Krakowie, 2003 – nagroda za reżyserię podczas XXIX Opolskich Konfrontacji Teatralnych „Klasyka Polska” 2004 – spektakl otrzymał 4 nagrody.
- Requiem Wolfganga Amadeusa Mozarta, 2004 – koncert finałowy (II Festiwal Sacrum-Profanum)
- Romeo i Julia Siergieja Prokofjewa – widowisko finałowe – 2005 (III Festiwal Sacrum-Profanum)
- Końcówka, Teatr Bagatela, Scena na Sarego w Krakowie, 2006.
- CARMINA’06 – na podst. kantaty Carla Orffa – WIANKI 2006 – Kraków – zakole Wisły
- Duda-Gracz to Chopin Warszawa – Berlin – film oparty na cyklu malarstwa prof. Jerzego Dudy – Gracza
- William Shakespeare, Othello – Kraków – Teatr Bagatela – reżyseria i scenografia (2007; spektakl nagrodzony dwoma nagrodami Jury oraz nagrodą dziennikarzy za reżyserię na Festiwalu Sztuki Reżyserskiej Interpretacje w Katowicach / spektakl prezentowany na Międzynarodowym Festiwalu Teatralnym „Kontakt” w 2008 roku – Międzynarodowym Festiwalu Teatru w Pilźnie – Divadlo'09 – towarzyszy I Międzynarodowemu Festiwalowi Josepha Conrada – Kraków 2009).
- „Beatrix Cenci” Juliusza Słowackiego, Teatr im. Juliusza Słowackiego w Krakowie
- Era Schaeffera – scenariusz, reżyseria – International Fringe Theatre Festival – Edinburgh 2010
- William Shakespeare, Hamlet – Kraków – Teatr Bagatela – reżyseria i scenografia – 2010; spektakl prezentowany w ramach III Edycji Międzynarodowego Festiwalu Teatralnego Boska Komedia 2010 – grudzień 2010.
- Era Schaeffera No.2  – scenariusz, reżyseria – druga edycja